# ふたご座SS星
ふたご座SS星（ふたござSSせい）は、ふたご座の方向にある脈動変光星である。

## 発見
1908年にキャノンが、1900年から1904年にかけて撮影されたハーヴァード大学天文台の写真乾板の調査から、BD +22°1187が変光星であることを発見した。

## 特徴
ふたご座SS星は、変光星であることがわかってから、精力的に測光観測が行われた。光度曲線から、ケフェイドや食連星の可能性も疑われたが、ゲラシモヴィッチがおうし座RV型変光星だろうと推定。変光星総合カタログでは、RVA型に分類されている。RVA型は、おうし座RV型星の中でも、平均光度が変化しないものが分類される型である。
ふたご座SS星は、変光周期が約89日で、8.6等から9.4等まで変光する。変光周期は、おうし座RV型星としては規則性の高い方だが、それでも一定とはいえず、多少の周期性をもって変動している。変光に伴ってスペクトル型は変化するとみられ、F8 IbからG5 Ibまで幅がある。
ふたご座SS星は、漸近巨星分枝段階を過ぎた、後漸近巨星枝星とみられる。この進化段階の恒星は、そこに至るまでに大規模な質量放出を起こしている可能性が高く、星周塵による赤外超過が検出されることが期待される。ふたご座SS星では、キットピーク国立天文台での観測や、2MASS、中間域宇宙試験衛星で赤外超過が報告された一方、IRASや広域赤外線探査衛星では赤外超過はない、と報告されている。

## 名称
「ふたご座SS星」という名称は、変光星の命名規則に従って付与されたもので、ふたご座で19番目の変光星であることを意味する。